# Felling
Felling är en ort i Storbritannien.   Den ligger i distriktet Gateshead i Tyne and Wear i riksdelen England, i den centrala delen av landet, 400 km norr om huvudstaden London. Felling ligger 42 meter över havet och antalet invånare är 34 355.
Terrängen runt Felling är huvudsakligen platt, men åt sydväst är den kuperad. Runt Felling är det mycket tätbefolkat, med 1 411 invånare per kvadratkilometer. Närmaste större samhälle är Newcastle upon Tyne, 3,5 km nordväst om Felling. Runt Felling är det i huvudsak tätbebyggt.